# Hannes Gebhard
Hannes Gebhard (Kemijärvi, 8 de abril de 1864 – Helsinque, 23 de fevereiro de 1933) foi um empresário, economista e político finlandês, considerado o principal pioneiro do movimento cooperativista na Finlândia.
Filho de um guarda florestal, Gebhard graduou-se em um liceu de língua sueca em Oulu e mais tarde na Universidade de Helsinque, pela qual obteve um bacharelado, uma licenciatura e um doutorado em filosofia. Ainda no âmbito acadêmico foi docente de agricultura, economia, estatística e história entre as décadas de 1890 e 1920. Em 1890, fundou juntamente com Eliel Aspelin-Haapkylä a Otava, uma das maiores editoras da Finlândia.
No âmbito político, integrou o Parlamento do país entre os anos de 1907 e 1909, representando o Partido Finlandês. Ele desempenhou um papel importante para a melhoria das condições da população apátrida, sendo responsável por demonstrar estatisticamente a dimensão desta população. Foi casado com Hedvig Gebhard e faleceu aos 64 anos em Helsinque.